# Rock Rapids
Rock Rapids est une ville du Comté de Lyon, située dans le nord-ouest de l'État américain de l'Iowa. C'est une ville connue pour son fort héritage hollandais. Elle a une politique conservatrice[réf. souhaitée]. C'est aussi le siège du comté de Lyon. La population était de 2 549 habitants lors du recensement de 2010. L'un des points marquants de Rock Rapids est l'Island Park, nommé ainsi car une partie du parc est complètement entourée par la Rock River. Il y a deux petits barrages dans le parc.

## Géographie
Rock Rapids est situé à 43° 25′ 41″ N, 96° 10′ 07″ O, le long de la Rock River.
Selon le Bureau du recensement des États-Unis, la ville a une aire totale de 10,3 km2, le tout sur terre.

## Démographie
Selon le recensement de 2000, il y avait 2573 personnes, représentant 1085 ménages et 720 familles, habitant à Rock Rapids. La densité de population était de 251 habitants/km². La population était composée de 99,14 % de blancs, 0,16 % d'afro-américains, 0,04 % natifs d'Amérique, 0,35 % d'asiatiques et 0,04 % d'autres races. Les hispaniques ou latinos étaient présents à 0,23 %.